# 鄧伯蘭小學大屠殺
鄧伯蘭小學大屠殺（英語：Dunblane massacre）是英國歷史上最致命的校園槍擊事件之一，1996年3月13日，嫌犯托馬斯·漢密爾頓殺死蘇格蘭鄧伯蘭小學16名學生和一名教師，之後托馬斯·漢密爾頓自殺。
鄧伯蘭小學大屠殺發生後，社會大眾要求手槍管制，兩個新的槍支法案通過。